# Ціяб-Цолода
Ціяб-Цолода (рос. Цияб-Цолода) — село Ахвахського району, Дагестану Росії. Входить до складу муніципального утворення Сільрада Цолодинська.
Населення — 1991 (2010).

## Населення
За даними перепису населення 2002 року в селі мешкало 1572 особи. В тому числі 785 (49,94 %) чоловіків та 787 (50,06 %) жінок.
Переважна більшість мешканців — аварці (98 % усіх мешканців). У селі переважає аварська мова.